# Sowa
Sowa é uma cidade localizada no Distrito Central em Botswana que possuía uma população estimada de 3 598 habitantes em 2011. A cidade é um dos distritos urbanos do país e é governada por seu Conselho Municipal.